# پامی سومال
پامی سومال (انگلیسی: Pammi Somal؛ زاده ۳ اکتبر ۱۹۵۵) یک روزنامه‌نگار و فیلم‌ساز اهل هند است.